# UFC 187
UFC 187: Johnson vs. Cormier è stato un evento di arti marziali miste tenuto dalla Ultimate Fighting Championship svolto il 23 maggio 2015 al MGM Grand Garden Arena di Las Vegas, Stati Uniti.

## Retroscena
Nel match principale dell'evento dovevano affrontarsi il campione dei pesi mediomassimi UFC Jon Jones e il contendente numero uno Anthony Johnson, con in palio il titolo dei pesi mediomassimi UFC. Tuttavia il 28 aprile, in seguito all'incidente automobilistico causato dal campione, la UFC decise di togliere il titolo a Jones e di sospenderlo per un tempo indeterminato. Al suo posto venne inserito Daniel Cormier, che inizialmente doveva scontrarsi con Ryan Bader in un evento futuro; l'incontro sarà valido per il titolo reso vacante.
Nel co-main event si affrontarono in un match valido per il titolo dei pesi medi UFC, il campione in carica Chris Weidman e l'ex campione dei pesi mediomassimi UFC Vítor Belfort. Inizialmente questo incontro doveva svolgersi per l'evento UFC 173, ma proprio Belfort non riuscì a prendere parte all'incontro a causa della negazione da parte della commissione atletica del Nevada dell'utilizzo terapeutico di alcune sostanze che innalzavano il testosterone. Successivamente il match venne spostato per gli eventi UFC 181 e poi UFC 184; in entrambi i casi fu Weidman a non poter prendere parte all'incontro a causa della rottura di una mano e di una costola.
L'incontro, valido come eliminatoria per il titolo dei pesi leggeri UFC, tra Chabib Nurmagomedov e Donald Cerrone venne cancellato a seguito dell'infortunio al ginocchio subito da Nurmagomedov il 30 aprile. Al suo posto venne inserito John Makedessi.
Sean Spencer doveva affrontare Mike Pyle. Tuttavia, Spencer non prese parte all'incontro a causa di un infortunio subito il 23 aprile. In seguito venne rimpiazzato da Colby Covington.
Nina Ansaroff superò il limite di peso della sua categoria di quasi 2 kg, pesando infatti 54,43 kg. Successivamente gli venne detratto il 20% dal suo stipendio, soldi che andarono a finire nelle tasche di Rose Namajunas. Tuttavia, il giorno dell'evento, la Ansaroff venne rimossa dalla card dopo aver contratto una sorta di influenza; a causa di ciò anche la Namajunas venne tolta dalla card.
Durante la messa in onda dei match preliminari, la UFC annunciò l'introduzione di BJ Penn nell'Hall of Fame dell'era moderna. Ufficialmente fu introdotto in essa durante l'International Fight Week che si tenne a luglio.

### Incidente e omissione di soccorso
Il 26 aprile trapelarono delle notizie sulla rimozione di Jon Jones dall'evento. Dopo numerose indiscrezioni, si scoprì che proprio il campione causò un incidente automobilistico con conseguente omissione di soccorso ad Albuquerque, Stati Uniti. Dopo alcune indagini e interrogatori la polizia locale risali a Jones come causa dell'incidente. Il giorno seguente si scoprì che all'interno dell'auto del campione furono rinvenuti una pipa e della marijuana, e ad aggravare la situazione fu coinvolta una donna incinta che durante l'incidente si ruppe un braccio; tutto ciò portò al rischio di una pena detentiva di massimo tre anni. Il 28 aprile, la UFC ritirò il titolo dei pesi mediomassimi a Jones e lo sospesero per un tempo indeterminato.

## Risultati
|                                                   | Divisione         |                   |                 |                 | Metodo                                      | Round           | Tempo           | Premio          |
| Card Principale                                   | Card Principale   | Card Principale   | Card Principale | Card Principale | Card Principale                             | Card Principale | Card Principale | Card Principale |
| ------------------------------------------------- | ----------------- | ----------------- | --------------- | --------------- | ------------------------------------------- | --------------- | --------------- | --------------- |
| Sfida valida per il titolo di campione indiscusso | Pesi Mediomassimi | Daniel Cormier    | batte           | Anthony Johnson | Sottomissione (rear-naked choke)            | 3               | 2:39            | POTN            |
| Sfida valida per il titolo di campione indiscusso | Pesi Medi         | Chris Weidman (c) | batte           | Vítor Belfort   | KO Tecnico (pugni)                          | 1               | 2:53            | POTN            |
|                                                   | Pesi Leggeri      | Donald Cerrone    | batte           | John Makdessi   | KO Tecnico (ritiro)                         | 2               | 4:44            |                 |
|                                                   | Pesi Massimi      | Andrei Arlovski   | batte           | Travis Browne   | KO Tecnico (pugni)                          | 1               | 4:41            | FOTN            |
|                                                   | Pesi Mosca        | Joseph Benavidez  | batte           | John Moraga     | Decisione unanime (30-27, 30-27, 30-27)     | 3               | 5:00            |                 |
| Card Preliminare                                  |                   |                   |                 |                 |                                             |                 |                 |                 |
|                                                   | Pesi Mosca        | John Dodson       | batte           | Zach Makovsky   | Decisione unanime (29-28, 29-28, 29-28)     | 3               | 5:00            |                 |
|                                                   | Pesi Welter       | Kim Dong-Hyun     | batte           | Josh Burkman    | Sottomissione (triangolo di braccio)        | 3               | 2:13            |                 |
|                                                   | Pesi Medi         | Rafael Natal      | batte           | Uriah Hall      | Decisione non unanime (29-28, 28-29, 29-28) | 3               | 5:00            |                 |
|                                                   | Pesi Welter       | Colby Covington   | batte           | Mike Pyle       | Decisione unanime (30-27, 29-28, 30-27)     | 3               | 5:00            |                 |
|                                                   | Pesi Leggeri      | Islam Machačev    | batte           | Leo Kuntz       | Sottomissione (rear-naked choke)            | 2               | 2:38            |                 |
|                                                   | Pesi Mosca        | Justin Scoggins   | batte           | Josh Sampo      | Decisione unanime (30-27, 30-27, 30-27)     | 3               | 5:00            |                 |

## Premi
I lottatori premiati ricevettero un bonus di 50.000 dollari.
Legenda:
- FOTN: Fight of the Night (vengono premiati entrambi gli atleti per il miglior incontro dell'evento)
- POTN: Performance of the Night (viene premiato il vincitore per la migliore performance dell'evento)

## Incontri Annullati
|                                                   | Divisione              |                     |        |                 | Motivo                          |
| ------------------------------------------------- | ---------------------- | ------------------- | ------ | --------------- | ------------------------------- |
| Sfida valida per il titolo di campione indiscusso | Pesi Mediomassimi      | Jon Jones (c)       | contro | Anthony Johnson | Jones venne privato del titolo  |
|                                                   | Pesi Leggeri           | Chabib Nurmagomedov | contro | Donald Cerrone  | Nurmagomedov subì un infortunio |
|                                                   | Pesi Welter            | Sean Spencer        | contro | Mike Pyle       | Spencer subì un infortunio      |
|                                                   | Catchweight (54,43 kg) | Rose Namajunas      | contro | Nina Ansaroff   | La Ansaroff si influenzò        |